# 아드리아나 루아노
아드리아나 루아노 올리바(스페인어: Adriana Ruano Oliva, 1995년 6월 26일~)는 과테말라의 사격 선수로 주 종목은 트랩이다. 사격 선수를 하기 전에는 기계 체조 선수로 활동했으며 과테말라 국가대표로 국제 대회에 출전했다. 2011년 척추 부상을 입은 후 체조를 그만두게 되어 사격으로 전향하였다. 그녀는 2024년 하계 올림픽에서 여자 트랩 종목 금메달을 획득했으며 과테말라 역사상 최초의 올림픽 금메달리스트가 되었다.